# Huck and Tom
Huck and Tom è un film muto del 1918 diretto da William Desmond Taylor.
Lo stesso cast di Tom Saywer (1917) girò in contemporanea anche il sequel Huck and Tom, uscito l'anno successivo (1918), basato sempre sul romanzo Le avventure di Tom Sawyer (1876) di Mark Twain, di cui copre le vicende narrate nella parte finale del libro. Secondo un'accettata convenzione del tempo, i ruoli principali furono affidati a giovani attori ventenni dal fisico minuto e dall'aspetto giovanile che potessero passare per adolescenti. Così è per Jack Pickford (Tom), Robert Gordon (Huck) e George Hackathorne (Sid), affiancati da alcuni "veri" attori bambini come Antrim Short (Joe) e Clara Horton (Becky).

## Trama
In un cimitero di notte, Tom e Huck assistono a un omicidio. Al processo la loro testimonianza scagiona Muff Potter, un innocente sospettato e vittima dell'intrigo di Injun Joe. Injun Joe fugge alla Painted Cave, dove il giorno dopo Tom e Becky si perdono. Dopo una ricerca di quattro giorni, i due che si erano perduti tornano a casa e l'ingresso alla grotta è sigillato. Tom dice al giudice Thatcher che Injun Joe si nasconde lì. L'ingresso della caverna è aperto e vi viene rinvenuto il cadavere dell'omicida. Tom e Huck diventano i possessori di un tesoro che vi hanno trovato, e con questa fortuna sognano di diventare grandi e feroci rapinatori.

## Produzione
Il film fu prodotto dalla Famous Players-Lasky Corporation e dalla Oliver Morosco Photoplay Company. Venne girato nel Missouri, ad Hannibal.

## Distribuzione
Distribuito dalla Paramount Pictures, uscì nelle sale cinematografiche statunitensi il 4 marzo 1918.